# Икскуль фон Гильденбанд, Варвара Ивановна
Бароне́сса Варва́ра Ива́новна Икскуль фон Гильденбанд (урождённая Лутко́вская, в первом браке — Гли́нка-Ма́врина; 29 ноября [11 декабря] 1850, Санкт-Петербург — 20 февраля 1928, Париж) — русская общественная деятельница, писательница, переводчица и издательница, сестра милосердия, благотворительница.

## Биография
Родилась 29 ноября (11 декабря) 1850 года в Санкт-Петербурге. Дочь генерал-майора И. С. Лутковского. Мать — Мария Алексеевна Штерич (в перв. браке Щербатова; 1820—1879), представительница знатного сербского рода; М.Ю.Лермонтов посвятил Марии Алексеевне стихотворение «Мне грустно, потому что я тебя люблю». 
Варвара Лутковская получила домашнее образование; ее гувернанткой была Алиса Флери. Была фрейлиной российского императорского двора.
В 16 лет вышла замуж за дипломата, действительного статского советника и камергера Николая Дмитриевича Глинку-Маврина (1838—1884).  В браке родились троих детей:
- Софья (1868—?)
- Григорий (1869—1923, Париж), морской офицер, мичман[6]. Женат на Софье Васильевне Тарновской (1876–1919), дочери В.В.Тарновского-младшего.
- Иван (1870—1919/1920, Петроград), полковник. Женат (с 1896) на Ольге Константиновне Варгуниной (1880–1951).

Уйдя от мужа, уехала в Париж, где в начале 1880-х годов стала писать романы, повести и рассказы для французских журналов под псевдонимом Rouslane (Руслана). Известна её повесть «Софиевский еврей». К некоторым её сочинениям писал предисловия Мопассан. Также переводила на французский сочинения Ф. М. Достоевского. Позднее, в 1886 году, поместила в журнале «Северный вестник» собственный перевод с французского своего романа «На туманном севере» из германской великосветской жизни, но роман особенного успеха не имел.
Оформив развод, 11 января 1874 года в Ницце вышла замуж за действительного тайного советника барона К. П. Икскуля фон Гильденбанда (1818—1893), русского посла в Риме. Поручителями на их свадьбе были по жениху — И. С. Мальцов и П. И. Миклашевский, по невесте — С. Чичерин и Ю. С. Нечаев. 
Их дочь — Варвара (1874—1937, Париж), крестница графини М. Б. Строгановой, была первым браком замужем за будущим генералом от кавалерии Николаем Казнаковым. После развода (в 1902) с ним вышла замуж за его младшего брата — Александра Казнакова.  Во время Первой мировой войны так же, как и мать, была сестрой милосердия. Ее сын — Николай Николаевич Казнаков (1894–1926), ротмистр Кавалергардского полка. Арестован, отправлен в Соловецкий лагерь, расстрелян. .
Около 1890 года супруги вернулись в Санкт-Петербург.
В своём доме на набережной Екатерининского канала открыла литературно-художественный салон. В салоне бывали крупные сановники, а также представители науки, литературы и искусства, в том числе В. С. Соловьёв, М. Горький, Д. С. Мережковский, З. Н. Гиппиус, М. В. Нестеров, В. Г. Короленко, А. П. Чехов, В. В. Стасов, Л. Н. Толстой и другие. Портреты многих посетителей салона были исполнены И. Е. Репиным, который написал и портрет хозяйки («Дама в красном платье», 1889). Портрет, вероятно, послужил причиной тому, что при дворе Варвара Ивановна получила прозвище «Красная баронесса».
Позднее, в конце 1890-х годов, переехала в дом, который ранее принадлежал одному из дядьев А. Н. Бенуа (Кирочная ул., 18), где также проводила собрания салона.
В 1891—1896 годах в сотрудничестве с И. Д. Сытиным занималась изданием дешёвых книг для народного чтения. Было выпущено 64 книги с произведениями русской и переведённой французской литературы.
В 1892 году выезжала для помощи голодающим в село Нижняя Серда Казанской губернии, собирала деньги, организовывала бесплатные столовые. Во время поездки переболела оспой. По просьбе Льва Толстого помогала духоборам, переселявшимся в Канаду.
Придерживалась либеральных взглядов и, пользуясь близостью ко российскому императорскому двору, принимала активное участие в судьбах многих современников. В частности, трижды вызволяла М. Горького из тюрьмы, хлопотала за Н. К. Михайловского, которому угрожала ссылка.

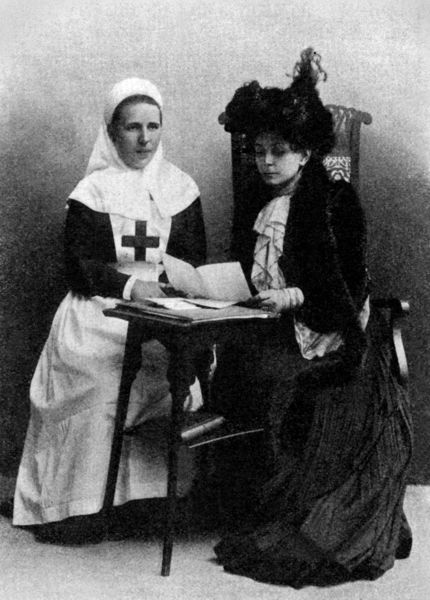
Баронесса В. И. Икскуль фон Гильденбранд (справа) и старшая сестра Общины сестёр милосердия имени генерал-адъютанта М. П. фон Кауфмана. 1904—1905 гг.

Сыграла большую роль в создании в Санкт-Петербурге в 1895 году первого в Европе Санкт-Петербургского женского медицинского института, впоследствии оказывала постоянную помощь этому заведению: устраивала благотворительные концерты, лекции и лотереи, занималась сбором средств для организации дешёвых и бесплатных обедов нуждающимся, участвовала в подготовке Пироговских съездов, учредила несколько стипендий своего имени. В 1894—1896 годах передала значительные книжные собрания Научной библиотеке Санкт-Петербургского университета и библиотеке Высших женских (Бестужевских) курсов. Заведовала библиотекой курсов в 1894—1918 годах. Входила в Благотворительное общество при Санкт-Петербургской городской Калинкинской больнице.
В 1900 году стала одним из инициаторов создания Общины сестёр милосердия Российского общества Красного Креста имени генерал-адъютанта М. П. фон Кауфмана, возглавила Правление общины. Была членом Алексеевского главного комитета по призрению детей лиц, погибших в войну с Японией. В феврале-октябре 1912 года с отрядом сестёр Кауфмановской общины отправилась на Балканы в район боевых действий Болгарии, Сербии и Черногории против Османской империи. В 1914—1916 годах сёстры общины под её руководством работали на Юго-Западном фронте, где организовали ряд госпиталей и этапных лазаретов. За работу на передовой в 1916 году получила Георгиевский крест. В те же годы была членом Дамского лазаретного комитета и председательницей Общества для усиления средств женского медицинского института и Высших женских курсов.
После Октябрьской революции, в 1918 году, несколько недель провела в тюрьме в качестве заложницы (как мать «белогвардейца»), а затем вместе с сыном, бывшим гвардейским офицером Иваном Глинкой, и хирургом Н.А. Вельяминовым была выселена из дома на Кирочной улице. Зимой 1919—1920 года сын умер от пневмонии, осложнённой голодом. 
Осенью 1920 года при содействии М. Горького поселилась в Доме искусств на Невском проспекте, 15. Пыталась подрабатывать переводами. 
Обращалась к властям за разрешением выехать за границу, но получила отказ. Зимой 1920 года нелегально, по одной из версий с помощью проводника-контрабандиста, перешла границу с Финляндией по льду Финского залива.
С 1922 года жила в Париже со старшим сыном Григорием. Умерла 20 февраля 1928 года, похоронена на кладбище Батиньоль.
Варваре Ивановне Икскуль фон Гильденбанд посвящены многие страницы литературных мемуаров (в частности, В. Ф. Ходасевича, Т. А. Аксаковой-Сиверс, Д. Н. Мамина-Сибиряка, В. Д. Бонч-Бруевича). Ей посвящены двенадцать стихотворений первого сборника Д. С. Мережковского.

## Сочинения
- Икскуль В. И. Иван Дмитриевич Сытин // Полвека для книги. 1866-1916. — М., 1916.
- Икскуль В. И. На туманном севере // Северный вестник. — 1886. — № 1—4.